# خدش (علم المعادن)

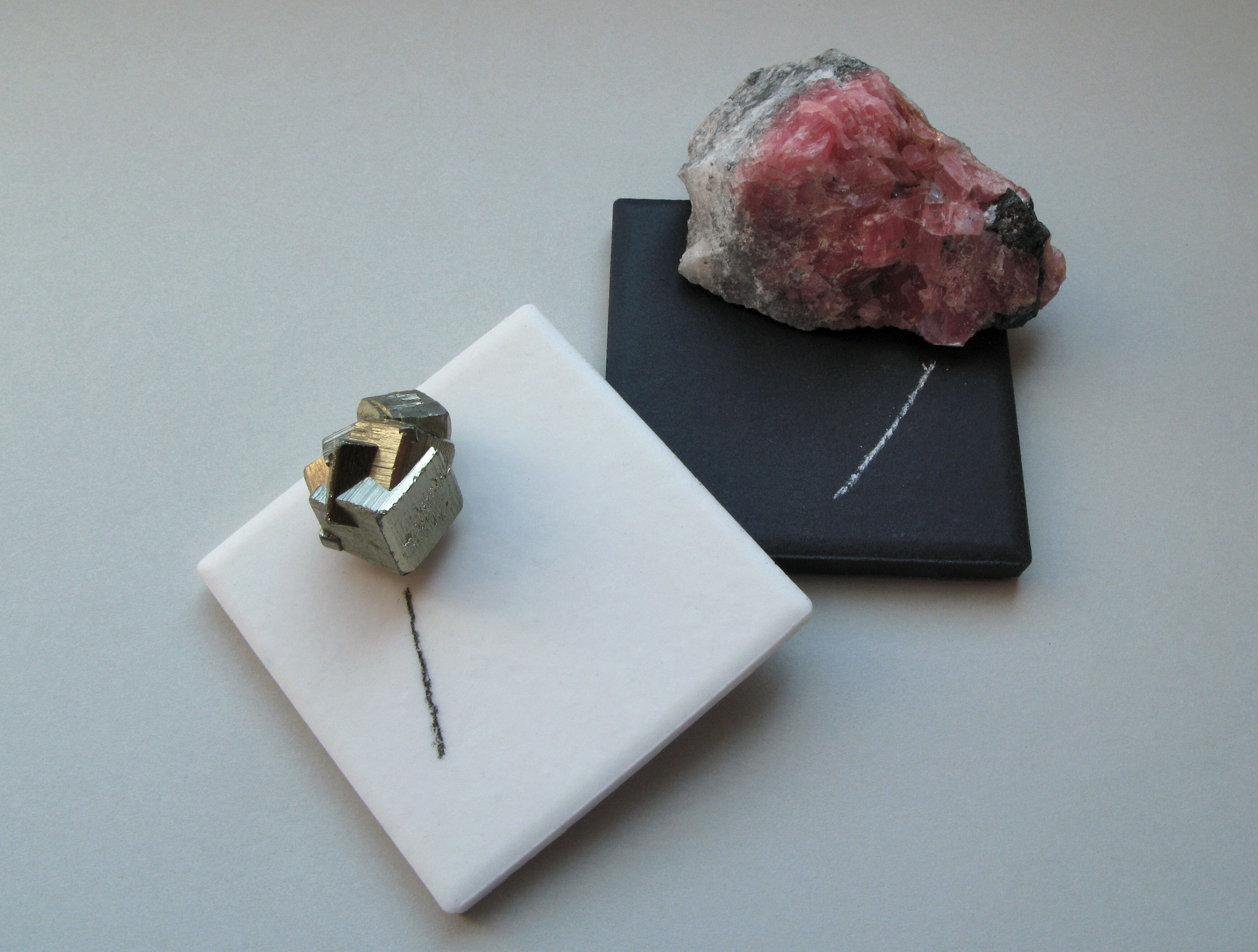
صفائح خدش مع معدني البيريت (يسار) و الرودوكروسيت (يمين)

الخدش (وتسمى أيضا لون المسحوق) لمعدن هو لون المسحوق الناتج عندما يتم سحبه على سطح غير متأثر بالعوامل الجوية. على عكس ما يبدو من لون المعدن الفعلي، والتي من الممكن أن تكون متغايرة بشكل كبير لمعظم المعادن، ويكون أثر المسحوق أكثر تناسقا في اللون، وبذلك تعتبر أداة مهمة في تحديد نوع التشخيص المعدني. يعتبر الخدش للمعادن مهم بصفة خاصة لتشخيص المواد غير الشفافة والملونة. وأقل فائدة لمعادن السيليكات، ومعظمها لديها مسحة بيضاء.